# نالدو
نالدو (بالبرتغالية: Naldo‏) (مواليد 10 سبتمبر 1982 في لوندرينا - البرازيل) لاعب كرة قدم برازيلي يلعب حاليا لصالح نادي الدرجة الأولى شالكه 04 الألماني منذ 2016 في مركز قلب الدفاع .

## روابط خارجية
- نالدو على موقع قاعدة بيانات كرة القدم.إي يو (الإنجليزية)
- نالدو على موقع بيانات كرة القدم. دي إي (الألمانية)
- نالدو على موقع ناشيونال فوتبول تيمز (الإنجليزية)
- نالدو على موقع Soccerbase.com (لاعب) (الإنجليزية)
- نالدو على موقع Soccerway.com (الإنجليزية)
- نالدو على موقع عالم كرة القدم.نت (الإنجليزية)
- نالدو على موقع كووورة
- نالدو على موقع AS.com (الإسبانية)